# Sebastián Rodas
Sebastián Rodas Molina (31 december 1994) is een Colombiaans wielrenner.

## Carrière
In 2017 won Rodas de tweede etappe in de Ronde van Guatemala, door met een voorsprong van vier seconden solo als eerste te finishen. Door zijn overwinning steeg hij naar de zesde plaats in het algemeen klassement, waarin Niels van der Pijl aan de leiding ging.

## Overwinningen
2017
2e etappe Ronde van Guatemala